# 廷毓
廷毓，镶白旗满洲人，是一名清朝政治人物。举人出身。
廷毓曾于乾隆四十三年(1778年)接替申大年任邵武府知府一职，乾隆四十七年(1782年)由马腾蛟接任。